# توماس روبرتس فيرغسون
توماس روبرتس فيرغسون هو سياسي كندي، ولد في 1 ديسمبر 1818، وتوفي في 15 سبتمبر 1879. حزبياً، نشط في حزب كندا المحافظ وحزب أونتاريو المحافظ التقدمي. وقد انتخب عضو برلمان مقاطعة أونتاريو وانتخب عضو مجلس العموم الكندي.